# Stolpersteine in Rastatt

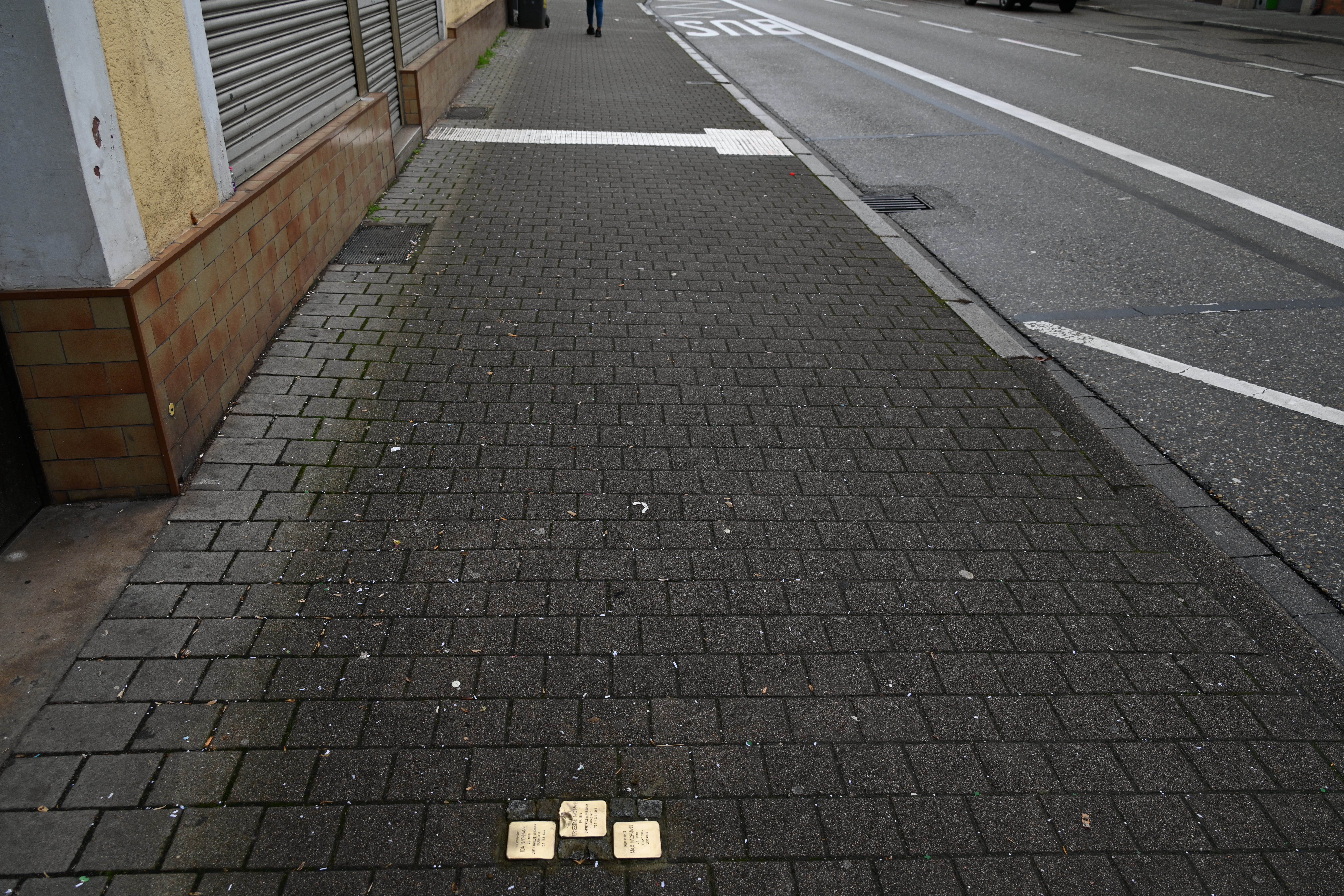
Stolpersteine in der Kapellenstraße 9

Die Stolpersteine in Rastatt sind besondere Pflastersteine in Gehwegen, die an die Opfer der nationalsozialistischen Diktatur in der baden-württembergischen Stadt Rastatt in Deutschland erinnern sollen.

## Stolpersteine
Die Stolpersteine sind ein Projekt des Künstlers Gunter Demnig. Mit diesen kleinen Gedenktafeln soll an das Schicksal der Menschen erinnert werden, die während des Nationalsozialismus ermordet, deportiert, vertrieben oder in den Suizid getrieben wurden.
Stolpersteine sind kubische Betonsteine mit einer Kantenlänge von zehn Zentimetern, auf deren Oberseite sich eine individuell beschriftete Messingplatte befindet. Sie werden in der Regel vor den letzten frei gewählten Wohnhäusern der NS-Opfer niveaugleich in die Pflaster der Gehwege eingelassen. Mittlerweile gibt es über 61.000 Steine (Stand: Juli 2017) nicht nur in Deutschland, sondern auch in 21 weiteren europäischen Ländern. Die Stolpersteine sind das größte dezentrale Mahnmal der Welt.
Auf Initiative des SPD-Ortsvereins Rastatt und der katholischen Seelsorgeeinheit St. Alexander/Zwölfapostel trafen sich am 14. März 2012 eine partei- und konfessionsübergreifende Interessengruppe; seitdem koordinieren etwa 40 Personen des Vereins „Initiative Stolpersteine Rastatt e. V.“ die Verlegungen der Stolpersteine.
Im April 2013 verlegte Gunter Demnig die ersten Stolpersteine in Rastatt. Inzwischen sind 58 Steine auf den Gehwegen Rastatts verlegt worden.

## Verlegte Stolpersteine
| Stolperstein | Inschrift | Verlegeort         | Name, Leben |
| ------------ | --- | ------------------ | --- |
|              | HIER WOHNTE LEOFRIED DREYFUSS JG. 1891 FLUCHT 1933 FRANKREICH SCHICKSAL UNBEKANNT                                                | Kapellenstraße 17  | Leofried Dreyfuss (1891-?) Im Haus Kapellenstraße 17 wohnte ab 1931 die Familie Dreyfuß. Der Kaufmann Leofried Dreyfuß war laut dem städtischen Melderegister zusammen mit seiner Frau Herta, geb. Ettlinger, sowie den Kindern Max Gerhard und Lotte aus Frankfurt nach Rastatt gekommen. Nach kurzem Aufenthalt emigrierte Leofried Dreyfuß im Juli 1933 nach Straßburg und von dort nach St.-Dié in den Vogesen, wohin er seine Familie im Oktober nachholte. |
|              | HIER WOHNTE LOTTE DREYFUSS JG. 1927 FLUCHT 1933 FRANKREICH MIT HILFE ÜBERLEBT                                                    | Kapellenstraße 17  | Lotte Dreyfuss (1927-) |
|              | HIER WOHNTE MAX GERHARD DREYFUSS JG. 1924 FLUCHT 1933 FRANKREICH MIT HILFE ÜBERLEBT                                              | Kapellenstraße 17  | Max Gerhard Dreyfuss (1924-) |
|              | HIER WOHNTE EMMA EDELSCHILD GEB. KAUFMANN JG. 1879 FLUCHT 1937 USA                                                               | Kaiserstraße 59 ·  | Emma Edelschild geb. Kaufmann (1879–) |
|              | HIER WOHNTE FRITZ EDELSCHILD JG. 1909 FLUCHT 1937 USA                                                                            | Kaiserstraße 59 ·  | Fritz Edelschild (1909–) |
|              | HIER WOHNTE MARGARETE EDELSCHILD JG. 1907 FLUCHT 1937 BRASILIEN                                                                  | Kaiserstraße 59 ·  | Margarete Edelschild (1907–) |
|              | HIER WOHNTE HERTA DREYFUSS GEB. ETTLINGER JG. 1897 FLUCHT 1933 FRANKREICH SCHICKSAL UNBEKANNT                                    | Kapellenstraße 17  | Herta Dreyfuss, geb. Ettlinger (1897-?) |
|              | HIER WOHNTE HELENE ETTLINGER GEB. DREYFUSS JG. 1860 FLUCHT 1937 FRANKREICH SCHICKSAL UNBEKANNT                                   | Kapellenstraße 17  | Helene Ettlinger, geb. Dreyfuss (1860-?) |
|              | HIER WOHNTE FRIEDA FRIEDMANN JG. 1895 DEPORTIERT 1940 GURS INTERNIERT DRANCY 1942 AUSCHWITZ ERMORDET                             | Dreherstraße 10 ·  | Frieda Friedmann (1895-1942/45) |
|              | HIER WOHNTE JOHANNA FRIEDMANN GEB. ETTLINGER JG. 1864 DEPORTIERT 1940 GURS TOT 25.8.1941                                         | Dreherstraße 10 ·  | Johanna Friedmann, geborene Ettlinger (1864–1941) |
|              | HIER WOHNTE KARL GEIGES JG. 1883 IM WIDERSTAND/KPD VERHAFTET 1944 AKTION 'GITTER' DACHAU ERMORDET 25.2.1945                      | Kanalstraße 8 ·    | Karl Geiges, geboren 1883, war von 1926 bis 1928 Stadtrat in Rastatt. Als Kommunist war er von Beginn der NS-Herrschaft verfolgt. Nach der Reichstagswahl im März 1933 wurde Geiges in „Schutzhaft“ genommen und Ende Mai in das KZ Heuberg deportiert. In den Folgejahren war er immer wieder verhaftet und eingesperrt worden. Im Sommer 1944 wurde er während der Aktion Gitter erneut verhaftet und ins KZ Dachau deportiert, wo er im Februar 1945 ermordet wurde. Sein Sohn, Karl Geiges jun., war ebenfalls im Widerstand tätig und wurde mehrfach inhaftiert. Er konnte den Nationalsozialismus überleben. |
|              | HIER WOHNTE NIKOLAUS HOF JG. 1908 'SCHUTZHAFT' 1944 DACHAU ERMORDET 25.2.1944                                                    | Kanalstraße 4 ·    | Nikolaus Hof (1908–1944) |
|              | HIER WOHNTE ROSALIE KAUFMANN JG. 1865 DEPORTIERT 1940 GURS ERMORDET                                                              | Kaiserstraße 59    | Rosalie Kaufmann (1865–1940/45) |
|              | HIER WOHNTE ILSE KUCH GEB. NACHMANN JG. 1904 DEPORTIERT 1940 GURS INTERNIERT DRANCY 1942 AUSCHWITZ ERMORDET                      | Bleichstraße 6 ·   | Ilse Kuch, geborene Nachmann (1904–1942/45) |
|              | HIER WOHNTE MANFRED KUCH JG. 1936 DEPORTIERT 1940 GURS SCHICKSAL UNBEKANNT                                                       | Bleichstraße 6 ·   | Manfred Kuch (1936–1940/45) |
|              | HIER WOHNTE MARTIN KUCH JG. 1907 VERHAFTET 1939 GEFÄNGNIS TÜBINGEN ZWANGSARBEIT NEUMÜHLE 1943 AUSCHWITZ 1945 BUCHENWALD ERMORDET | Bleichstraße 6 ·   | Martin Kuch (1907–1945) |
|              | HIER WOHNTE KAROLINE KUPPENHEIMER JG. 1864 FLUCHT 1938 SCHWEIZ                                                                   | Am Grün 25 ·       | Karoline Kuppenheimer (1864-) |
|              | HIER WOHNTE SALOMON KUPPENHEIMER JG. 1865 DEPORTIERT 1940 GURS TOT 26.9.1944 MONTÉLIMAR                                          | Am Grün 25 ·       | Salomon Kuppenheimer (1865–1944) |
|              | HIER WOHNTE ALBERT MAIER JG. 1871 DEPORTIERT 1940 GURS BEFREIT / ÜBERLEBT                                                        | Bahnhofstraße 15 · | Albert Maier (1871-) |
|              | HIER WOHNTE REGINA MAIER GEB. HERZHEIMER JG. 1874 DEPORTIERT 1940 GURS BEFREIT / ÜBERLEBT                                        | Bahnhofstraße 15 · | Regina Maier (1874-) |
|              | | Am Grün 11 ·       | Rosel Maier, geborene Bickart (1894-) |
|              | | Am Grün 11 ·       | Sally Maier (1892-) |
|              | | Am Grün 11 ·       | Siegbert Maier (1920-) |
|              | | Am Grün 11 ·       | Simon Maier (1857–1940) |
|              | | Am Grün 11 ·       | Sofie Maier, geborene Hilb (1862–1940) |
|              | HIER WOHNTE CÄCILIE MAYER GEB. ROTHSCHILD JG. 1866 DEPORTIERT 1940 GURS TOT 4.11.1941                                            | Josefstraße 5 ·    | Cäcilie Mayer geb. Rothschild (1866–1941) |
|              | HIER WOHNTE JOSEF JULIUS MAYER JG. 1865 DEPORTIERT 1940 GURS TOT 9.1.1941                                                        | Josefstraße 5 ·    | Josef Julius Mayer, geboren 1865, genannt Mayer-Seppel, betrieb in seinem Wohnhaus in der damaligen Murgtalstraße 5 (heute Josefstraße) ein Tabakwarengeschäft. Er wurde gemeinsam mit seiner Frau im Jahre 1940 verhaftet und in das Camp Gurs am Fuße der Pyrenäen deportiert. Er kam dort am 9. Januar 1941 ums Leben, seine Frau wurde ebendort am 4. November 1941 ermordet. |
|              | HIER WOHNTE ALICE NACHMANN JG. 1913 FLUCHT 1933 PORTUGAL USA                                                                     | Josefstraße 20 ·   | Alice Nachmann (1913–) |
|              | HIER WOHNTE ALICE NACHMANN JG. 1925 FLUCHT 1937 PALÄSTINA                                                                        | Augustastraße 48 · | Alice Nachmann (1925–) |
|              | HIER WOHNTE EDITH NACHMANN JG. 1920 FLUCHT 1937 PALÄSTINA                                                                        | Augustastraße 48 · | Edith Nachmann (1920–) |
|              | HIER WOHNTE ELSA NACHMANN GEB. SULZBERGER JG. 1882 FLUCHT 1935 USA                                                               | Josefstraße 20 ·   | Elsa Nachmann geb. Sulzberger (1882–) |
|              | HIER WOHNTE ELSA NACHMANN GEB. MAIER JG. 1886 FLUCHT 1937 PALÄSTINA                                                              | Augustastraße 48 · | Elsa Nachmann, geborene Maier (1886–) |
|              | HIER WOHNTE ERNESTINE NACHMANN JG.1884 UNFREIWILLIG VERZOGEN DARMSTADT TOT 19.1.1941                                             | Kapellenstraße 9 · | Ernestine Nachmann (1884–1941) |
|              | HIER WOHNTE GERTRUDE NACHMANN JG. 1915 FLUCHT 1935 USA                                                                           | Augustastraße 48 · | Gertrude Nachmann (1915–) |
|              | HIER WOHNTE GRETE NACHMANN JG. 1932 FLUCHT 1937 PALÄSTINA                                                                        | Augustastraße 48 · | Grete Nachmann (1932–) |
|              | HIER WOHNTE IDA NACHMANN JG. 1880 UNFREIWILLIG VERZOGEN DARMSTADT TOT 5.6.1942                                                   | Kapellenstraße 9 · | Ida Nachmann (1880–1942) |
|              | HIER WOHNTE JOHANNA NACHMANN GEB. MÜLLER JG. 1878 GEDEMÜTIGT / ENTRECHTET FLUCHT IN DEN TOD 16.8.1939                            | Bleichstraße 6 ·   | Johanna Nachmann geb. Müller (1878–1939) |
|              | HIER WOHNTE KARL NACHMANN JG. 1885 FLUCHT 1937 PALÄSTINA                                                                         | Augustastraße 48 · | Karl Nachmann (1885–) |
|              | HIER WOHNTE LEOPOLD NACHMANN JG. 1873 DEPORTIERT 1940 GURS INTERNIERT RIVESALTES TOT 16.8.1941                                   | Bleichstraße 6 ·   | Leopold Nachmann (1873–1941) |
|              | HIER WOHNTE MAX NACHMANN JG. 1910 FLUCHT 1935 LISSABON                                                                           | Kapellenstraße 9 · | Max Nachmann (1910-) |
|              | HIER WOHNTE MAX NACHMANN JG. 1910 FLUCHT 1933 PORTUGAL USA                                                                       | Josefstraße 20 ·   | Max Nachmann (1910-) |
|              | HIER WOHNTE ROSEL NACHMANN JG. 1911 FLUCHT 1933 FRANKREICH                                                                       | Augustastraße 48 · | Rosel Nachmann (1911–) |
|              | | Augustastraße 19 · | Friedrich Riedinger |
|              | HIER WOHNTE JOHANNA ROSENFELD JG. 1870 UNFREIWILLIG VERZOGEN Frankfurt. Main DEPORTIERT 1942 THERESIENSTADT ERMORDET 11.9.1942   | Augustastraße 48   | Johanna Rosenfeld (1870-1942) |
|              | HIER WOHNTE THERESE ROTHSCHILD JG. 1894 DEPORTIERT 1940 GURS INTERNIERT DRANCY 1942 AUSCHWITZ ERMORDET                           | Karlstraße 9 ·     | Therese Rothschild (1894–1942/45) |
|              | HIER WOHNTE HELENA ERNA SAMUEL GEB. MAIER JG. 1899 DEPORTIERT 1940 GURS BEFREIT / ÜBERLEBT                                       | Am Grün 11 ·       | Helena Erna Samuel, geborene Maier (1899-) |
|              | HIER WOHNTE HERBERT SAMUEL JG. 1926 DEPORTIERT 1940 GURS ERMORDET 3.4.1945 MAUTHAUSEN                                            | Am Grün 11 ·       | Herbert Samuel (1926–1945) |
|              | HIER WOHNTE HERMANN SAMUEL JG. 1894 DEPORTIERT 1940 GURS ERMORDET IN MAJDANEK                                                    | Am Grün 11 ·       | Hermann Samuel (1894-1940/45) |
|              | HIER WOHNTE MARIANNA SCHWAB GEB. GEDULDIGER JG. 1902 GEDEMÜTIGT / ENTRECHTET FLUCHT IN DEN TOD 30.6.1944                         | Karlstraße 9 ·     | Marianna Schwab geb. Geduldiger (1902–1944) |
|              | HIER WOHNTE BERTHOLD SIMON JG. 1929 FLUCHT 1940 USA ÜBERLEBT                                                                     | Leopoldring 2c ·   | Berthold Simon (1929–) |
|              | HIER WOHNTE JOHANNA SIMON GEB. LEVI JG. 1893 FLUCHT 1940 USA ÜBERLEBT                                                            | Leopoldring 2c ·   | Johanna Simon, geborene Levi (1893–) |
|              | HIER WOHNTE SIEGFRIED SIMON JG. 1895 FLUCHT 1940 USA ÜBERLEBT                                                                    | Leopoldring 2c ·   | Siegfried Simon (1895–) |
|              | HIER WOHNTE WOLFGANG SIMON JG. 1922 FLUCHT 1939 USA ÜBERLEBT                                                                     | Leopoldring 2c ·   | Wolfgang Simon (1922–) |
|              | HIER WOHNTE BERKO SPIWAK JG. 1894 FLUCHT 1939 USA                                                                                | Kapellenstraße 14  | Berko Spiwak (1894-) |
|              | HIER WOHNTE LINA SPIWAK GEB. BERGER JG. 1900 FLUCHT 1939 USA                                                                     | Kapellenstraße 14  | Lina Spiwak (1900-) |
|              | HIER WOHNTE RUTH SPIWAK JG. 1931 FLUCHT 1939 USA                                                                                 | Kapellenstraße 14  | Ruth Spiwak (1931–1939) |
|              | HIER WOHNTE META STERN GEB. DAMIDT JG. 1907 FLUCHT 1939 ZYPERN ÜBERLEBT                                                          | Schlossstraße 2 ·  | Meta Stern, geborene Damidt (1907-) |
|              | HIER WOHNTE WALTER STERN JG. 1900 FLUCHT 1939 ZYPERN ÜBERLEBT                                                                    | Schlossstraße 2 ·  | Walter Stern (1900-) |
|              | HIER WOHNTE HERMANN TRANSLATEUR JG. 1884 FLUCHT 1937 PALÄSTINA TOT 24.8.1943 JERUSALEM                                           | Leopoldring 2c ·   | Hermann Translateur, im Kantorenhaus, das früher neben der Synagoge stand, lebte von 1923 bis 1933 der Kantor Hermann Translateur mit seiner Frau Ricke geborene Heimann. Er war Zielscheibe von Diffamierungen im „Festungsboten“, einer Nazi-Postille. Wahrscheinlich wegen der dauernden Anfeindungen zog er im April 1933 nach Mannheim um. 1937 wanderte er nach Palästina aus, wo er 1943 in Jerusalem starb. Sein Nachfolger Siegfried Simon lebte bis 1939 mit seiner Frau Johanna geborene Levi und den Söhnen Wolfgang und Berthold im Kantorenhaus.                                                     |
|              | HIER WOHNTE ELSE WERTHEIMER GEB. STERN JG. 1889 FLUCHT 1937 FRANKREICH ÜBERLEBT                                                  | Schlossstraße 2 ·  | Else Wertheimer, geborene Stern (1889-) |
|              | HIER WOHNTE ISAAK WERTHEIMER JG. 1869 FLUCHT 1937 FRANKREICH ÜBERLEBT                                                            | Schlossstraße 2 ·  | Isaak Wertheimer (1869-) |
|              | HIER WOHNTE JULIUS WERTHEIMER JG. 1910 FLUCHT 1933 FRANKREICH ÜBERLEBT                                                           | Schlossstraße 2 ·  | Julius Wertheimer (1910-) |
|              | HIER WOHNTE MYRTIL WERTHEIMER JG. 1911 FLUCHT 1934 PALÄSTINA ÜBERLEBT                                                            | Schlossstraße 2 ·  | Myrtil Wertheimer (1911-) |